# Паладілхія угорська
Паладілхія угорська (Paladilhia hungarica) — вид наземних черевоногих молюсків з родини гідробієвих (Hydrobiidae).

## Поширення
Ендемік Угорщини. Поширений у горах Мечек на півдні країни. Виявлений у двох печерах і в карстових джерелах з прозорою водою.

## Опис
Раковина блискуча, завдовжки приблизно 2 мм, діаметром 1 мм.